# Farmacopea de Estados Unidos
La Farmacopea de Estados Unidos (en inglés United States Pharmacopeia, USP) es la farmacopea oficial de los Estados Unidos, publicada junto con el National Formulary (formulario nacional de medicamentos) como la USP-NF. La United States Pharmacopeial Convention (también llamada comúnmente USP) es una organización sin ánimo de lucro que posee la marca registrada y los derechos de autor de la USP-NF y la publica todos los años. Medicamentos recetados y de venta libre, y otros productos para el cuidado de la salud vendidos en los Estados Unidos están obligados a seguir las normas de la USP-NF. La USP también establece estándares para los ingredientes de los alimentos y suplementos dietéticos.

## Estándares y control de calidad
USP establece por escrito normas de referencia para los medicamentos, los ingredientes alimentarios, suplementos dietéticos y sus ingredientes. Estas normas son utilizadas por los organismos reguladores y fabricantes para ayudarles a garantizar que estos productos son de la identidad adecuada, así como la fuerza, calidad, pureza y consistencia.
Los medicamentos recetados y de venta libre disponibles en los Estados Unidos deben, por ley federal, cumplir con las normas públicas USP-NF, cuando esas normas existen. Muchos otros países usan la USP-NF en lugar de emitir su propia farmacopea, o como complemento de su propia farmacopea.
Las normas USP para los ingredientes de los alimentos se pueden encontrar en su código de ingredientes alimentarios (Food Chemical Codex, FCC). El FCC es un compendio de las normas utilizadas internacionalmente para la calidad y pureza de los ingredientes de alimentos como conservantes, saborizantes, colorantes y nutrientes. Mientras que la FCC está reconocida por ley en países como Australia, Canadá y Nueva Zelanda, en la actualidad no cuenta con un amplio reconocimiento legal en los Estados Unidos. La USP obtuvo el FCC del Instituto de Medicina en 2006. Este último ha publicado las primeras cinco ediciones del FCC.
La USP también lleva a cabo programas de verificación de productos de suplementos dietéticos e ingredientes. Estos son los programas de pruebas y de auditoría. Los productos que cumplen los requisitos del programa pueden mostrar la marca de verificación de suplementos dietéticos de la USP en sus etiquetas. Esto es diferente de ver las letras "USP" solo en la etiqueta del suplemento dietético, lo que significa que el fabricante afirma que se adhieren a los estándares de USP. La USP no prueba sus productos como lo hace con los productos de verificados por la USP.

## Información sanitaria
La USP elabora la información relativa a diversos aspectos del uso de drogas y difunde esta información a los profesionales, los farmacéuticos, y otros que toman decisiones sobre el cuidado de la salud. Una de esas iniciativas es el desarrollo de un sistema de clasificación de las drogas que el sistema Medicare planea utilizar para desarrollar sus formularios. USP también juega un papel en el nombramiento tanto de ingredientes como de productos farmacéuticos. Esto tiene un lugar a través de miembros de la USP en el United States Adopted Names Council. El consejo es patrocinado por la Asociación Médica Americana, la Asociación Americana de Farmacéuticos y la USP.

## Promoción de la calidad de medicamentos
El programa Promoting the Quality of Medicines (PQM) es un acuerdo cooperativo de US$35 millones con la Agencia de los Estados Unidos para el Desarrollo Internacional (USAID), una agencia de gobierno de Estados Unidos. El trabajo del programa es implementado por la USP. Su objetivo es mejorar la calidad de los medicamentos y el uso apropiado de medicamentos en los países de Asia, África y América Latina. Se centra en los medicamentos destinados al tratamiento de la malaria, el VIH / SIDA y la tuberculosis. Gran parte de las actividades del Programa PQM están diseñados para reducir la presencia de medicamentos falsificados y, que representan una amenaza para la vida de los pacientes individuales que los toman y pueden contribuir al crecimiento de las cepas resistentes de estas enfermedades.

## Acuerdos internacionales
La USP trabaja a nivel internacional, principalmente a través de acuerdos con otras farmacopeas, así como los organismos reguladores, asociaciones de fabricantes y otros. En los últimos años, USP firmado una serie de Memorandos de Entendimiento (MOU) con grupos como la Pakistan pharmacopoeia Commission, la Comisión de la Farmacopea China, nueve países pertenecientes a la Asociación de Naciones del Sudeste Asiático (ASEAN), y el Servicio Federal de Vigilancia en Salud y Desarrollo Social de la Federación Rusa (Roszdravnadzor) Archivado el 11 de mayo de 2020 en Wayback Machine.. La USP también opera una oficina internacional en Suiza, y oficinas y laboratorios en Brasil, India y China.